# Kabinett Friedrichs I

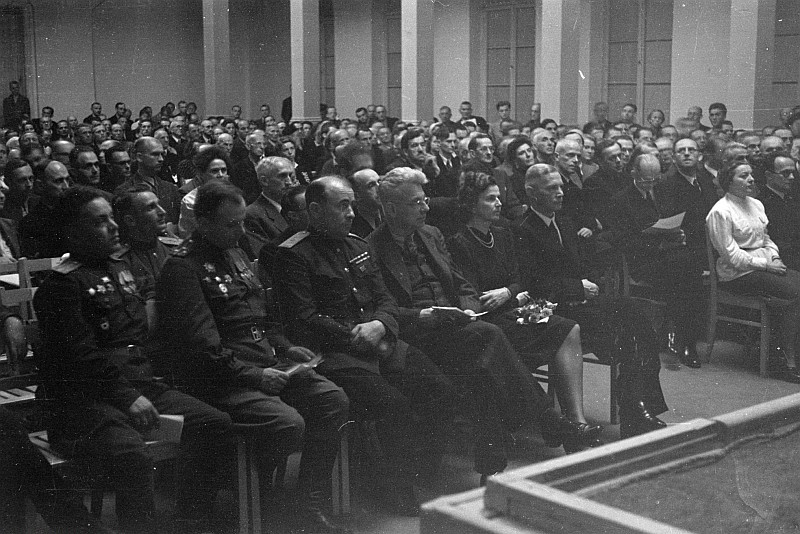
Dresden, Glacisstraße, Tonhalle (Kleines Haus). Festakt zur Einsetzung der Landesverwaltung Sachsens durch die Sowjetische Militäradministration in Deutschland (SMAD). Ernennung von Dr. Rudolf Friedrichs zu ihrem Präsidenten, Juli 1945; Redner Dr. Kurt Fischer, Stellvertreter des sächsischen Ministerpräsidenten

Das Kabinett Friedrichs I bildete vom 4. Juli 1945 bis zum 12. Dezember 1946 die Landesverwaltung Sachsen (LVS). Da noch kein Landesparlament vorhanden war, ernannte die SMAD das erste Kabinett der Nachkriegszeit in Sachsen. Präsident der Landesverwaltung wurde der Sozialdemokrat Rudolf Friedrichs, der bis dahin seit Kriegsende Oberbürgermeister von Dresden war. Zum 1. Vizepräsident wurde das KPD-Mitglied Kurt Fischer ernannt. Er war zugleich für die Ressorts Inneres und Volksbildung zuständig. Alle anderen Ressortleiter hatten den Titel eines Vizepräsidenten der Landesverwaltung Sachsen.
Die Landesverwaltung Sachsen bei ihrer Ernennung
| Amt                                              | Name              | Partei | Partei    |
| ------------------------------------------------ | ----------------- | ------ | --------- |
| Präsident                                        | Rudolf Friedrichs |        | SPD       |
| 1. Vizepräsident für Inneres und Volksbildung    | Kurt Fischer      |        | KPD       |
| Vizepräsident für Finanzen                       | Gerhard Rohner    |        | CDU       |
| Vizepräsident für Justiz                         | Reinhard Uhle     |        | LDP       |
| Vizepräsident für Wirtschaft, Arbeit und Verkehr | Richard Woldt     |        | SPD       |
| Vizepräsident für Ernährung und Landwirtschaft   | Wilhelm Lenhard   |        | parteilos |

Am 17. September 1945 wurde die Landesverwaltung teilweise erheblich umgestaltet. Zwei Vizepräsidenten wurden abberufen, die Zuständigkeiten der Ressort änderten sich teilweise.
Landesverwaltung Sachsen ab Mitte September 1945
| Amt                                                     | Name                                    | Partei | Partei  |
| ------------------------------------------------------- | --------------------------------------- | ------ | ------- |
| Präsident                                               | Rudolf Friedrichs                       |        | SPD     |
| 1. Vizepräsident für Inneres und Volksbildung           | Kurt Fischer                            |        | KPD/SED |
| Vizepräsident für Finanzen                              | Gerhard Rohner und Bernhard Spangenberg |        | CDU     |
| Vizepräsident für Justiz und Gesundheitswesen           | Reinhard Uhle                           |        | LDP     |
| Vizepräsident für Wirtschaft und Arbeit                 | Fritz Selbmann                          |        | KPD/SED |
| Vizepräsident für Landwirtschaft, Handel und Versorgung | Walter Gäbler                           |        | SPD/SED |